# Barraca de la plana de Cal Borrell 3
La Barraca de la plana de Cal Borrell 3 és una barraca de vinya de Calafell (Baix Penedès) protegida com a Bé Cultural d'Interès Local.

## Descripció
Es tracta d'una edificació d'ús agrícola de planta rectangular, amb els cantons arrodonits, amb un sol espai interior. Exteriorment adopta una forma acampanada. La porta d'entrada és situada al costat esquerre de la cara est. Els brancals de la porta són fets amb peces de pedra irregular de grans dimensions. Disposa de doble llinda. A la cara est est hi ha morter de ciment que està esquerdat. A la part baixa del mur hi ha un pedrís acabat amb peces de paviment de terratzo realitzat l'any 1991. A l'interior, al mur sud, hi ha una fornícula amb llinda i una menjadora. La coberta és una volta cònica -o falsa cúpula- feta amb una superposició de filades de lloses planes, formant anells, el radi dels quals va decreixent progressivament. La coberta, per la seva cara exterior, va ser recoberta amb una capa de terra.
Els murs i la volta són fets de peces irregulars de pedra unides en sec amb l'ajut de falques, també de pedra, de dimensions més petites. Els murs tenen un rebliment de pedruscall.